# Nir‘am
Nir‘am (hebreiska: נירעם, Nir’am, Nir ‘Am) är en ort i Israel.   Den ligger i distriktet Södra distriktet, i den centrala delen av landet. Nir‘am ligger 128 meter över havet och antalet invånare är 281.
Terrängen runt Nir‘am är huvudsakligen platt. Nir‘am ligger uppe på en höjd. Runt Nir‘am är det ganska glesbefolkat, med 42 invånare per kvadratkilometer. Närmaste större samhälle är Ashqelon, 16,6 km norr om Nir‘am. Trakten runt Nir‘am består till största delen av jordbruksmark.